# NGC 1493
NGC 1493 је спирална галаксија у сазвежђу Часовник која се налази на NGC листи објеката дубоког неба.
Деклинација објекта је - 46° 12' 42" а ректасцензија 3h 57m 27,5s. Привидна величина (магнитуда) објекта NGC 1493 износи 11,1 а фотографска магнитуда 11,8. Налази се на удаљености од 11,3000 милиона парсека од Сунца. NGC 1493 је још познат и под ознакама ESO 249-33, AM 0355-462, IRAS 03558-4621, PGC 14163.